# CA-653
La CA-653 es una carretera autonómica de Cantabria perteneciente a la Red Local y que sirve de acceso a la población de Riaño.

## Nomenclatura

Indicador

Su nombre está formado por las iniciales CA, que indica que es una carretera autonómica de Cantabria, y el dígito 653 es el número que recibe según el orden de nomenclaturas de las carreteras de la comunidad autónoma. La centena 6 indica que se encuentra situada en el sector comprendido entre las carreteras nacionales N-634 al norte, N-623 al oeste y N-629 al este, y el límite con la provincia de Burgos al sur.

## Historia
Su denominación anterior era S-544.

## Trazado actual
Tiene su origen en la intersección con la CA-652 situada en el núcleo de Riaño y su final en el barrio de La Iglesia de dicho pueblo, localidad situada en el término municipal de Solórzano, municipio por el que discurre la totalidad de su recorrido de 0,5 kilómetros. El trazado finaliza en el acceso a la Iglesia de la Asunción.
Su inicio se sitúa a una altitud de 167 m s. n. m. y el fin de la vía está situada a 193 m s. n. m.
La carretera tiene dos carriles, uno para cada sentido de circulación, y una anchura total de 6 metros sin arcenes.

## Actuaciones
El IV Plan de Carreteras no contempla actuaciones a realizar en esta carretera.

## Transportes
La siguiente línea de transporte público circula a lo largo de la carretera CA-653 disponiendo una parada en el recorrido de la misma:
- Turytrans: Solares - Riaño.

## Recorrido y puntos de interés
En este apartado se aporta la información sobre cada una de las intersecciones de la CA-653 así como otras informaciones de interés.
| Esquema              | PK  | Sentido barrio La Iglesia (creciente) | Sentido barrio La Iglesia (creciente) | Sentido barrio La Iglesia (creciente)                     | Sentido barrio La Iglesia (creciente)                     | Sentido CA-652 (decreciente)                              | Sentido CA-652 (decreciente)                              | Sentido CA-652 (decreciente) | Sentido CA-652 (decreciente) | Incidencias |
| Esquema              | PK  | Velocidad                             | Elemento                              | Salida                                                    | Salida                                                    | Salida                                                    | Salida                                                    | Elemento                     | Velocidad                    | Incidencias |
| Esquema              | PK  | Velocidad                             | Elemento                              | Dir.                                                      | Nombre                                                    | Nombre                                                    | Dir.                                                      | Elemento                     | Velocidad                    | Incidencias |
| -------------------- | --- | ------------------------------------- | ------------------------------------- | --------------------------------------------------------- | --------------------------------------------------------- | --------------------------------------------------------- | --------------------------------------------------------- | ---------------------------- | ---------------------------- | ----------- |
|                      | 0,0 |                                       |                                       |                                                           | CA-653 LA IGLESIA                                         | CA-652 ENTRAMBASAGUAS HOZNAYO                             |                                                           |                              |                              |             |
| CA-652 MATIENZO RIVA | 0,0 |                                       |                                       |                                                           | CA-653 LA IGLESIA                                         |                                                           |                                                           |                              |                              |             |
|                      | 0,2 |                                       |                                       | Piensos Veci (código 9269)                                | Piensos Veci (código 9269)                                | Piensos Veci (código 9269)                                | Piensos Veci (código 9269)                                |                              |                              |             |
|                      | 0,5 |                                       |                                       | Final de la carretera en el barrio de La Iglesia de Riaño | Final de la carretera en el barrio de La Iglesia de Riaño | Final de la carretera en el barrio de La Iglesia de Riaño | Final de la carretera en el barrio de La Iglesia de Riaño |                              |                              |             |